# Medalla de la Campanya de l'Afganistan
La Medalla de la Campanya de l'Afganistan (anglès: Afghanistan Campaign Medal - ACM) va ser una condecoració militar de les Forces Armades dels Estats Units que va ser creada per l'ordre Executiva 13363 del President George W. Bush el 29 de novembre de 2004 i va estar disponible per a la seva distribució general el juny de 2005.La medalla va ser dissenyada per l'Institut d'Heràldica de l'Exèrcit dels Estats Units.
La Medalla de la Campanya de l'Afganistan s'atorga a qualsevol membre de l'exèrcit dels Estats Units que hagi complert el servei dins de les fronteres de l'Afganistan (o el seu espai aeri) durant un període de trenta dies consecutius o seixanta dies no consecutius. La medalla és retroactiva al 24 d'octubre de 2001 i va estar activa fins a la conclusió de l'operació Refugi dels Aliats el 31 d'agost de 2021.  El personal que hagi participat en combat amb una força enemiga, o el personal que hagi estat ferit en combat dins de l'Afganistan, pot rebre la Medalla de la Campanya de l'Afganistan independentment del nombre de dies que hagi passat al país. La medalla també es va atorgar pòstumament a qualsevol membre del servei que hagi mort en compliment del deure dins de l'Afganistan, incloses les lesions no relacionades amb el combat, com ara accidents i contratemps.

## Fases i dispositius de la campanya
Les següents són les fases de campanya aprovades i les dates respectives per a la Medalla de la Campanya de l'Afganistan:
| Fase | De                     | A                      |
| --- | ---------------------- | ---------------------- |
| Alliberament de l'Afganistan | 11 de setembre de 2001 | 30 de novembre de 2001 |
| Consolidació I | 1 de desembre de 2001  | 30 de setembre de 2006 |
| Consolidació II | 1 d'octubre de 2006    | 30 de novembre de 2009 |
| Consolidació III | 1 de desembre de 2009  | 30 de juny de 2011     |
| Transició I | 1 de juliol de 2011    | 31 de desembre de 2014 |
| Transició II (Nota 1) | 1 de gener de 2015     | 31 d'agost de 2021     |
| Nota 1: Per al SENTINEL de l'Operació FREEDOM's SENTINEL d'acord amb el memoràndum del USD(P&R) de data 13 de febrer de 2015, titulat "Medalla de la Campanya de l'Afganistan – Operació FREEDOM SENTINEL i fase de campanya de Transició II." |                        |                        |

Exemples d'estrelles de campanya que es porten a la cinta del servei de la Medalla de la Campanya de l'Afganistan:
| Bronze star · Plantilla:Ribbon devices/alt                                           | Una de les sis fases    |
| Bronze star · Bronze star · Plantilla:Ribbon devices/alt                             | Dues de les sis fases   |
| Bronze star · Bronze star · Bronze star · Plantilla:Ribbon devices/alt               | Tres de les sis fases   |
| Bronze star · Bronze star · Bronze star · Bronze star · Plantilla:Ribbon devices/alt | Quatre de les sis fases |
| Silver star · Plantilla:Ribbon devices/alt                                           | Cinc de les sis fases   |
| Silver star · Bronze star · Plantilla:Ribbon devices/alt                             | Totes sis fases         |

Els següents dispositius de cinta estan autoritzats per a la Medalla de la Campanya de l'Afganistan:
- Estrelles de campanya (totes les branques)
- Insígnia de punta de fletxa (Exèrcit, Força Aèria i Força Espacial)
- Insígnia d'Operacions de Combat de la Força de Marines de la Flota (personal de la Marina assignat a una unitat del Cos de Marines en combat)

## Medalla Expedicionària de la Guerra Global contra el Terrorisme
La Medalla de la Campanya de l'Afganistan substitueix la Medalla Expedicionària de la Guerra Global contra el Terrorisme (GWOT-EM) pel servei a l'Afganistan i el personal que anteriorment va rebre la GWOT-EM pel servei a l'Afganistan pot optar per canviar la medalla per la ACM. No es poden rebre cap de les dues medalles pel mateix període de servei a l'Afganistan i qualsevol servei actual a l'Afganistan només es reconeixerà amb la Medalla de la Campanya de l'Afganistan.

## Disseny
- Anvers: a la meitat inferior d'un medalló de bronze, una serralada de muntanyes; a la meitat superior, un mapa de l'Afganistan. Seguint el contorn de la medalla hi ha la inscripció Afghanistan Campaign ("Campanya d'Afganistan")
- Revers: al centre del medalló, un mig sol radiant sobreimpresionat per un cap d'àliga mirant a l'esquerra. Al voltant de la meitat inferior del revers hi ha la inscripció en tres línies For Service in Afghanistan ("Per servei a Afganistan")
- Cinta: La combinació de colors de la cinta representa els colors de la nova bandera de l'Afganistan, així com els colors dels Estats Units i els seus aliats. La cinta té unes franges centrals en vermell/blanc/blau/blanc/vermell, envoltades de dues franges més amples en blanc, que també estan envoltades per negre, vermell i verd.[22]